# Astat
Astát je kemijski element, ki ima v periodnem sistemu simbol At in atomsko število 85.
Je kemijski element VII. glavne skupine periodnega sistema. Spada med nekovine, halogene in radioaktivne elemente. V naravi je izredno redek: v zemeljski skorji ga je skupaj z ozračjem manj kot 30 g. Astat je zelo nestabilen, kratkoživ radioaktiven element, najbolj dolgoživ izotop ima razpolovni čas okoli 8 ur, in od tod tudi njegovo poimenovanje, saj ime astat prihaja iz grške besede astatos, kar pomeni nestabilen.
Ima močno izražen kovinski značaj. Odkrili so ga Corson, MacKenzie in Segrè leta 1940. Pridobivajo ga umetno.
Ima 6 lupin.